# Mary Quant
Mary Quant (Blackheath, Londres, 11 de febrero de 1930 ó 1934-Albury, Surrey, 13 de abril de 2023) fue una diseñadora de indumentaria británica. Su nombre adquirió fama internacional en la década de 1960 con la creación de la minifalda. Representó una moda informal para jóvenes y sus modelos se difundieron a gran escala. Su estilo sencillo y colorista, identificado por el símbolo de la margarita, contrastó con la seriedad de la moda imperante.

## Biografía
Estudió en la Escuela de Arte Goldsmith de Londres. Comenzó su carrera a mediados de la década de 1950 en esa ciudad, donde conoció a Alexander Plunket Greene. Se casaron en 1957, dos años después de que ambos abrieran la primera tienda "Bazaar" introduciendo la era “mod” y el “Chelsea Look”. Al principio revendió ropa de otros diseñadores, pero cuando se cansó de buscar lo que quería sin encontrarlo, empezó a ofrecer sus propios diseños.
Su boutique se convirtió en un éxito. Promovió un nuevo arquetipo de mujer muy joven y delgada, encarnado a la perfección por la modelo Twiggy.
Puso de moda la minifalda (cuya paternidad se la disputan Quant y el modisto francés Courrèges) que alcanzó los  34 cm en 1965. A partir de 1970 comenzó a diseñar distintos elementos de moda: lencería, perfumería, medias estampadas, botas altas por encima de la rodilla, vestidos cortos, mallas de colores, cinturones a la cadera, los shorts, pantalones campana, tops calados, impermeables de colores chillones, gafas, corbatas masculinas y la maxifalda (que lanzó en 1968) que llegaba a los tobillos. El esmalte azul y el delineador de ojos plateado pasaron a ser los productos más buscados de la diseñadora que había declarado la muerte del buen gusto y había dicho que la vida estaba en "lo vulgar". Sus diseños pegaron fuerte en los últimos años 60, y representaron fielmente la moda británica del "swinging London". Si bien fue la minifalda la que la hizo mundialmente famosa, su línea de cosméticos fue una máquina mundial de producción de dinero.
Diseñaba con materiales económicos y coloridos, y sobresalía entre los estilistas caros y populares, lo suyo era pura provocación. Tanta, que hasta la Iglesia puso el grito en el cielo frente a su minúsculo diseño que dejaba las piernas femeninas al descubierto hasta mitad de muslo. Fue un escándalo. Pero todas las famosas, divas y modelos de la época (Twiggy, Brigitte Bardot, Nancy Sinatra, Pattie Boyd, Jean Shrimpton y muchas otras) la usaron, y el controvertido diseño pasó a ser muy popular entre las jóvenes.

### Su estilo
Representante de una moda informal destinada a los jóvenes, sus modelos se difundieron a escala industrial .Su estilo extremadamente sencillo y colorista, identificado por el símbolo de la margarita, contrastó con la seriedad de la moda imperante hasta entonces, a la búsqueda de ropa nueva e interesante.

### Sus diseños cruzaron fronteras
Fue discutida y aprobada cien veces. Tuvo muy poco éxito en Londres, París, Nueva York y Japón. Es una de las pocas diseñadoras británicas que fue condecorada por la reina Isabel II de Inglaterra. En 1966 se le otorgó la Orden del Imperio Británico (un grado superior del que la soberana entregó a los Beatles) y la recibió, por supuesto, en minifalda.
Trabajó en vestuarios de película como: The Haunting (1963), Georgy Girl (1966) y Two For The Road (1967)
En 1998 diseñó el interior del nuevo mini (1000) Designer, su auto favorito. Es por él que la minifalda recibió ese nombre.

### Últimos años
Se convirtió en abuela, cuando su único hijo, Orlando, fue padre de Lucas Alexander. Octogenaria, vivía en las afueras de Londres y trabajaba como consultora de la empresa que lleva su nombre. Mantuvo hasta el final el peinado del estilista Vidal Sassoon que fue su marca registrada y conservó el mismo aire ingenuo con el que revolucionó la moda en la década de 1960.
Su gran frustración, ha dicho, es no haber visto a la ex primera ministra Margaret Thatcher luciendo una de sus creaciones.

### Fallecimiento
Falleció el 13 de abril de 2023 a los 93 años, en su casa en Surrey.

## Libros
- Color By Quant,
- The Ultimate Make-Up,
- Blown Away,
- Quant By Quant